# Szumyliw
Szumyliw (ukr. Шумилів, hist. pol. Szumiłów) – wieś na Ukrainie, w obwodzie winnickim, w rejonie hajsyńskim, w hromadzie Berszad. W 2001 liczyła 700 mieszkańców, spośród których 697 wskazało jako ojczysty język ukraiński, 2 rosyjski, a 1 białoruski.